# Uspak

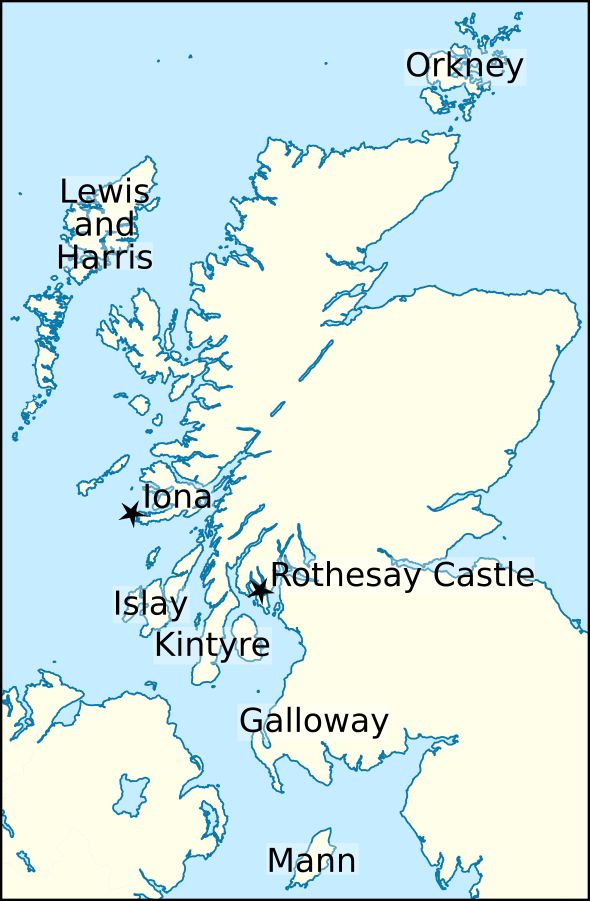
Karte mit Orten, wo Uspak nachweislich war

Uspak (auch Óspakr oder Uspak-Hákon) († 1230) war ein schottischer Adliger und Militär.

## Herkunft
Uspak entstammte sehr wahrscheinlich der Familie Macdougall. Er war ein Sohn von Dugald und damit ein Enkel von Somerled of Argyll. Sein Name ist vermutlich die norwegische Form für den gälischen Namen Gillespec. Er hatte mit Dugald Screech und Duncan mindestens zwei Brüder. Die Chronicle of Man bezeichnet ihn fälschlich als Uspak, Sohn von Ogmund.

## Dienst als Militär in Norwegen
Uspaks Vater war ein Lord mit Besitzungen auf den westschottischen Inseln und an der westschottischen Küste gewesen. Für die westschottischen Inseln war er den norwegischen Königen untertan, auch wenn er wie die anderen Lords der Region weitgehende Autonomie von Norwegen genoss. Uspak kämpfte seit etwa 1209 während des Bürgerkrieges in Norwegen auf Seiten der Birkebeiner. Möglicherweise war er der Uspak, der von den Hebriden stammte und 1210 einen Raubzug nach Westschottland führte, bei dem auch Iona Abbey geplündert wurde. Vor 1230 lebte Uspak am Hof des norwegischen Königs Håkon IV.

## Rolle im Norwegisch-Schottischen Krieg von 1230

### Erhebung zum König der Inseln

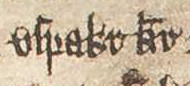
Nennung von Uspak in einem Manuskript aus dem 14. Jahrhundert

Gegen Ende der 1220er Jahre kam es um die Isle of Man in der Irischen See zu Machtkämpfen. Vielleicht in Folge dieser Machtkämpfe unternahmen Uspaks Brüder Duncan und Dugald Macdougall Raubzügen zu den benachbarten Inseln. Um diese Kämpfe zu beenden und um die Oberhoheit des norwegischen Königs auf den westschottischen Inseln wieder herzustellen, plante der norwegische König, eine Flotte nach Schottland zu schicken. Zum Kommandanten der Flotte bestimmte er Uspak. Wahrscheinlich wollte der norwegische König Uspak auch zum König der Inseln erheben, und gewährte ihm das Privileg, sich Uspak-Hákon zu nennen. Allerdings ist unklar, welche Gebiete in Westschottland an Uspak fallen sollten. Vermutlich sollte er versuchen, die Oberherrschaft über die Macdonalds von Islay, die Macdougalls von Argyll und die Macruaries von Garmoran zu erlangen. 1230 kam König Olaf von Man nach Norwegen. Er bat Håkon IV. um Unterstützung gegen Alan, Lord of Galloway, der die Isle of Man für seinen Sohn beanspruchte. Uspak sollte nun auch Olaf unterstützen, der sich dem Feldzug anschloss. Auch Olafs Neffe und früherer Gegner Godred Don, der bislang von Uspak unterstützt worden war, schloss sich dem Feldzug an.

### Verlauf des Feldzugs bis zum Tod Uspaks
Der Verlauf des Feldzugs ist nicht völlig geklärt. Die norwegische Flotte erreichte zunächst die Orkneys, die ebenfalls in norwegischen Besitz waren. Dort stießen weitere Schiffe zur Flotte, die nun etwa 40 Langschiffe umfasste. Die damit nicht besonders große Flotte konnte zunächst die westschottischen Inseln von der Isle of Skye im Norden bis zur Halbinsel Kintyre im Süden plündern. Bei Islay traf Uspak auf seine Brüder Duncan und Dugald Macdougall und verhandelte mit ihnen. Dann sollen die Norweger aber ohne Beteiligung Uspaks die Besitzungen der Macdougalls angegriffen haben. Dennoch schlossen sich Duncan und Dugald der von ihrem Bruder geführten Flotte an. Sie segelten in den Firth of Clyde, wo sie auf der Isle of Bute landeten, die im Besitz des schottischen Magnaten Walter Fitzalan war. Die Norweger griffen Rothesay Castle auf der Insel an und konnten die Burg in einem erbitterten Kampf stürmen und erobern. Bei dem Angriff wurde Uspak tödlich verwundet. Er starb während oder kurz nach der Eroberung der Burg.

### Folgen
Nach dem Tod von Uspak führte Olaf die Flotte nach Man, wo er die Insel wieder unter seine Kontrolle bringen konnte. Uspaks Bruder Duncan stieg nach dem Tod seines Bruders zum führenden Lord der Macdougalls auf.
Uspak hatte möglicherweise einen Sohn, Rudri, der 1263 an dem von König Hákon selbst geführten Feldzug nach Westschottland teilnahm.